# 나카무라 가에데
나카무라 가에데(일본어: 中村 楓, 1991년 8월 3일 ~ )는 일본의 여자 축구 선수이다.

## 국가대표팀 경력
그녀는 2017년 알가르브컵에 참가할 일본 국가대표팀에 발탁되었으며, 3월 3일 아이슬란드와의 경기에서 데뷔했다. 그녀는 국제 A매치 통산 3경기에 출전했다.

## 통계
| 일본 | 일본 | 일본 |
| 연도 | 출전 | 득점 |
| ---- | ---- | ---- |
| 2017 | 3    | 0    |
| 통산 | 3    | 0    |